# Petralifas
Petralifas lub Petraleifas (grecki: Πετραλ[ε]ίφας) – nazwa bizantyjskiej rodziny arystokratycznej pochodzenia włoskiego.
Założycielem rodu był Piotr, normański rycerz z Alife, którzy przybył do Bizancjum jako jeden z żołnierzy Roberta Guiscarda, ale później przeszedł na stronę Aleksego Komnena. W czasie rządów Manuela I Komnena (1148-1180) Aleksy i Nicefor Petralifasowie byli dowódcami w armii bizantyjskiej. Mimo że więzi między nimi są niejasne to prawdopodobnie byli jednymi z czterech braci Petralifasów z Didymoteichonu, wspomina o nich bowiem Nicetas Choniates.
Rodzina ta znacząco zyskała na znaczeniu pod koniec XII wieku i w pierwszej połowie XIII a jej członkowie piastowali ważne funkcje w państwie oficjalnie lub po prostu odgrywali znaczącą rolę. Jan Petralifas był sebastokratorem Tesalii i Macedonii i odegrał przewodnią rolę w detronizacji Izaaka II Angelosa w 1195 roku. Nicefor Komnen Petralifas również nosił tytuł sebastokratora, pojawia się on w źródłach około 1200 roku. Siostra sebastokratora Jana, Maria, poślubiła zarządce Epiru Teodora Komnena Dukasa, natomiast jego córka Teodora wyszła za Michała II Komnena Dukasa. Syn, Teodor, ożenił się z córką Demetriosa Tornikiesa, jednego z najważniejszych ludzi na dworze Jana III Watatzesa i odegrał znaczącą rolę w konflikcie między Niceą a Epirem w latach 50. XIII wieku. Aleksy Sław, władca Rodopów i kandydat do carskiego tronu Bułgarii, również poślubił kobietę z tego rodu. Prawdopodobnie była to Maria, druga córka Jana. Znana jest także nicejska gałąź rodu a jeden z jej przedstawicieli, również Jan pełnił urząd megas chartoularios i był dowódcą wojskowym pod koniec lat 30. XIII stulecia.